# Роберто Роман Трігеро
Роберто Роман Трігеро (ісп. Roberto Román Triguero, нар. 11 липня 1985, Мадрид), відомий як Тіто (ісп. Tito) — іспанський футболіст, що грав на позиції правого захисника, зокрема за «Райо Вальєкано».

## Ігрова кар'єра
Народився 11 липня 1985 року в Мадриді. Вихованець футбольної школи клубу «Алькала». Дорослу футбольну кар'єру розпочав 2003 року в основній команді того ж клубу в іграх Сегунди Б, в якій провів один сезон, взявши участь у 36 матчах чемпіонату. 
Згодом з 2004 по 2009 рік грав на тому ж рівні третього іспанського дивізіону за команди «Мальорка Б» та «Алькоркон».
Своєю грою за останню команду привернув увагу представників тренерського штабу друголігового «Райо Вальєкано», до складу якого приєднався 2009 року. За два роки допоміг команді підвищитися в класі до Ла-Ліги, де відіграв за неї ще п'ять сезонів.
2016 року «Райо» вибув до другого дивізіону, проте Тіто продовжив виступи в еліті, де провів сезон за «Гранаду» та два сезони за  «Леганес».
Завершив ігрову кар'єру у команді «Райо Вальєкано», за яку протягом 2018–2020 років провів ще по сезону у вищому та другому дивізіонах.